# Установи НАН України
Список установ Національної академії наук України зібрано за секціями і відділеннями НАН.

## Секція фізико-технічних і математичних наук

### Відділення математики
- Інститут математики НАН України
- Інститут прикладної математики і механіки НАН України
- Інститут прикладних проблем механіки і математики імені Я. С. Підстригача НАН України
  - Центр математичного моделювання Інституту прикладних проблем механіки і математики імені Я. С. Підстригача НАН України

### Відділення інформатики
- Кібернетичний центр НАН України
- Інститут кібернетики імені В. М. Глушкова НАН України
- Інститут програмних систем НАН України
- Інститут проблем реєстрації інформації НАН України
- Інститут космічних досліджень НАН України та ДКА України
  - Львівський центр Інституту космічних досліджень НАН України та ДКА України
- Міжнародний науково-навчальний центр інформаційних технологій і систем НАН України та МОН України
- Інститут проблем штучного інтелекту МОН України та НАН України
- Навчально-науковий комплекс «Інститут прикладного системного аналізу» Національного технічного університету України «Київський політехнічний інститут імені Ігоря Сікорського»
- Інститут телекомунікацій і глобального інформаційного простору НАН України

### Відділення механіки
- Інститут механіки імені С. П. Тимошенка НАН України
- Інститут технічної механіки НАН України і ДКА України
- Інститут проблем міцності імені Г. С. Писаренка НАН України
- Інститут геотехнічної механіки імені М. С. Полякова НАН України
- Інститут гідромеханіки НАН України
- Інститут транспортних систем і технологій НАН України

### Відділення фізики і астрономії
- Інститут фізики НАН України
- Інститут фізики напівпровідників імені В. Є. Лашкарьова НАН України
- Інститут металофізики імені Г. В. Курдюмова НАН України
- Інститут теоретичної фізики імені М. М. Боголюбова НАН України
- Головна астрономічна обсерваторія НАН України
- Інститут магнетизму НАН України та МОН України
- Інститут прикладних проблем фізики і біофізики НАН України
- Міжнародний центр «Інститут прикладної оптики»
- Фізико-технічний інститут низьких температур імені Б. І. Вєркіна НАН України
- Інститут радіофізики та електроніки імені О. Я. Усикова НАН України
- Радіоастрономічний інститут НАН України
- Інститут іоносфери НАН України та МОН України
- Донецький фізико-технічний інститут імені О. О. Галкіна НАН України
- Інститут фізики гірничих процесів НАН України
- Інститут фізики конденсованих систем НАН України
- Інститут електронної фізики НАН України

### Відділення наук про Землю
- Інститут геологічних наук НАН України
  - Державна установа «Науковий центр аерокосмічних досліджень Землі Інституту геологічних наук НАН України»
- Державна наукова установа «Центр проблем морської геології, геоекології та осадового рудоутворення НАН України»
- Інститут геофізики імені С. І. Субботіна НАН України
  - Карпатське відділення Інституту геофізики імені С. І. Субботіна НАН України
  - Полтавська гравіметрична обсерваторія Інституту геофізики імені С. І. Субботіна НАН України
  - Державна установа «Відділення гідроакустики Інституту геофізики імені С. І. Субботіна НАН України»
- Інститут географії НАН України
- Інститут геохімії, мінералогії та рудоутворення імені М. П. Семененка НАН України
- Інститут геології і геохімії горючих копалин НАН України
- Інститут проблем природокористування та екології НАН України
- Державна установа «Науковий гідрофізичний центр НАН України»
- Український гідрометеорологічний інститут ДСНС України та НАН України
- Науковий центр проблем моделювання в екології та рекреаційній географії НАН України
- Державна установа «Науково-інженерний центр радіогідрогеоекологічних полігонних досліджень НАН України»
- Інститут проблем математичних машин і систем НАН України

### Відділення фізико-технічних проблем матеріалознавства
- Інститут електрозварювання імені Є. О. Патона НАН України
  - Науково-інженерний центр «Матеріалообробка вибухом» Інституту електрозварювання імені Є. О. Патона НАН України
- Міжнародна асоціація «Зварювання»
- Інститут надтвердих матеріалів імені В. М. Бакуля НАН України
- Інститут проблем матеріалознавства імені І. М. Францевича НАН України
  - Чернівецьке відділення Інституту проблем матеріалознавства імені І. М. Францевича НАН України
- Фізико-технологічний інститут металів та сплавів НАН України
- Фізико-механічний інститут імені Г. В. Карпенка НАН України
- Науково-технологічний комплекс «Інститут монокристалів» НАН України
  - Інститут монокристалів НАН України
  - Інститут сцинтиляційних матеріалів НАН України
  - Науково-дослідний інститут мікроприладів НАН України
- Інститут імпульсних процесів і технологій НАН України
- Інститут чорної металургії імені З. І. Некрасова НАН України
- Інститут термоелектрики НАН України та МОН України

### Відділення фізико-технічних проблем енергетики
- Інститут технічної теплофізики НАН України
- Інститут проблем машинобудування імені А. М. Підгорного НАН України
- Інститут електродинаміки НАН України
- Інститут проблем моделювання в енергетиці імені Г. Є. Пухова НАН України
- Інститут загальної енергетики НАН України
- Інститут теплоенергетичних технологій НАН України
- Інститут газу НАН України
- Інститут відновлюваної енергетики НАН України
- Інститут проблем безпеки атомних електростанцій НАН України
- Державна установа «Інститут технічних проблем магнетизму НАН України»
- Відділення цільової підготовки Національного технічного університету України «Київський політехнічний інститут імені Ігоря Сікорського» при НАН України
- Державне підприємство «Державний науково-технічний центр з ядерної та радіаційної безпеки»

### Відділення ядерної фізики та енергетики
- Національний науковий центр «Харківський фізико-технічний інститут»
- Інститут ядерних досліджень НАН України
- Інститут прикладної фізики НАН України
- Державна установа «Інститут геохімії навколишнього середовища НАН України»
- Інститут електрофізики і радіаційних технологій НАН України
- Навчально-науковий центр «Фізико-хімічне матеріалознавство» НАН України

## Секція хімічних і біологічних наук

### Відділення хімії
- Інститут фізичної хімії імені Л. В. Писаржевського НАН України
- Інститут загальної та неорганічної хімії імені В. І. Вернадського НАН України
- Інститут органічної хімії НАН України
- Інститут хімії високомолекулярних сполук НАН України
- Інститут фізико-органічної хімії і вуглехімії імені Л. М. Литвиненка НАН України
  - Відділення фізико-хімії горючих копалин Інституту фізико-органічної хімії і вуглехімії імені Л. М. Литвиненка НАН України
- Інститут колоїдної хімії та хімії води імені А. В. Думанського НАН України
- Фізико-хімічний інститут імені О. В. Богатського НАН України
- Інститут хімії поверхні імені О. О. Чуйка НАН України
- Інститут біоорганічної хімії та нафтохімії імені В. П. Кухаря НАН України
- Інститут сорбції та проблем ендоекології НАН України
- Інститут біоколоїдної хімії імені Ф. Д. Овчаренка НАН України
- Міжвідомче відділення електрохімічної енергетики НАН України

### Відділення біохімії, фізіології і молекулярної біології
- Інститут біохімії імені О. В. Палладіна НАН України
- Інститут фізіології імені О. О. Богомольця НАН України
- Інститут мікробіології і вірусології імені Д. К. Заболотного НАН України
- Інститут молекулярної біології і генетики НАН України
- Інститут експериментальної патології, онкології і радіобіології імені Р. Є. Кавецького НАН України
- Інститут проблем кріобіології і кріомедицини НАН України
  - Державна установа «Відділення біотехнічних проблем діагностики Інституту проблем кріобіології і кріомедицини НАН України»
- Інститут біології клітини НАН України

### Відділення загальної біології
- Інститут ботаніки імені М. Г. Холодного НАН України
- Інститут зоології імені І. І. Шмальгаузена НАН України
- Інститут фізіології рослин і генетики НАН України
- Інститут клітинної біології та генетичної інженерії НАН України
- Міжнародний інститут клітинної біології
- Інститут гідробіології НАН України
- Державна установа «Інститут морської біології НАН України»
- Інститут екології Карпат НАН України
- Державна установа «Інститут харчової біотехнології та геноміки НАН України»
- Національний ботанічний сад імені М. М. Гришка НАН України
- Донецький ботанічний сад НАН України
- Криворізький ботанічний сад НАН України
- Національний науково-природничий музей НАН України
- Державний природознавчий музей НАН України
- Державна установа «Інститут еволюційної екології НАН України»
- Національний дендрологічний парк «Софіївка» НАН України
- Державний дендрологічний парк «Олександрія» НАН України
- Дендрологічний парк «Тростянець» НАН України
- Чорноморський біосферний заповідник
- Дунайський біосферний заповідник
- Український степовий природний заповідник
- Луганський природний заповідник
- Херсонська гідробіологічна станція НАН України
- Інститут біології південних морів імені О. О. Ковалевського НАН України

## Секція суспільних і гуманітарних наук

### Відділення економіки
- Державна установа «Інститут економіки та прогнозування НАН України»
- Інститут економіки промисловості НАН України
- Державна установа «Інститут економіки природокористування та сталого розвитку НАН України»
- Державна установа «Інститут економіко-правових досліджень імені В. К. Мамутова НАН України»
- Державна установа «Інститут ринку і економіко-екологічних досліджень НАН України»
- Державна установа «Інститут регіональних досліджень імені М. І. Долішнього НАН України»
- Інститут демографії та соціальних досліджень імені М. В. Птухи НАН України
- Закарпатський регіональний центр соціально-економічних і гуманітарних досліджень НАН України
- Науково-дослідний центр індустріальних проблем розвитку НАН України

### Відділення історії, філософії та права
- Інститут історії України НАН України
- Інститут української археографії та джерелознавства імені М. С. Грушевського НАН України
  - Львівське відділення Інституту української археографії та джерелознавства імені М. С. Грушевського НАН України
- Інститут українознавства імені І. Крип'якевича НАН України
- Інститут археології НАН України
- Національний історико-археологічний заповідник «Ольвія»
- Інститут сходознавства імені А. Ю. Кримського НАН України
- Інститут політичних і етнонаціональних досліджень імені І. Ф. Кураса НАН України
- Державна установа «Інститут всесвітньої історії НАН України»
- Інститут філософії імені Григорія Сковороди НАН України
- Інститут соціології НАН України
- Інститут держави і права імені В. М. Корецького НАН України
- Центр пам'яткознавства НАН України і УТОПІК
- Одеський археологічний музей
- Національна бібліотека України імені В. І. Вернадського
- Львівська національна наукова бібліотека України імені Василя Стефаника
- Інститут енциклопедичних досліджень НАН України
- Київський університет права НАН України

### Відділення літератури, мови та мистецтвознавства
- Інститут літератури імені Тараса Шевченка НАН України
- Державна установа «Інститут Івана Франка НАН України»
- Інститут мовознавства імені О. О. Потебні НАН України
- Інститут української мови НАН України
- Інститут мистецтвознавства, фольклористики та етнології імені М. Т. Рильського НАН України
- Інститут народознавства НАН України
  - Відділення керамології Інституту народознавства НАН України
- Український мовно-інформаційний фонд
- Міжнародна школа україністики НАН України

## Установи при Президії НАН України
- Донецький науковий центр НАН України та МОН України
- Західний науковий центр НАН України і МОН України
- Державна установа «Інститут ринку і економіко-екологічних досліджень НАН України»
- Північно-Східний науковий центр НАН України і МОН України
- Придніпровський науковий центр НАН України та МОН України
- Видавничий дім «Академперіодика»
- Науково-виробниче підприємство «Видавництво „Наукова думка“ НАН України»
- Технічний центр НАН України
- Державна установа «Центр оцінювання діяльності наукових установ та наукового забезпечення розвитку регіонів України НАН України»
- Міжнародний центр астрономічних та медико-екологічних досліджень НАН України
- Центр гуманітарної освіти НАН України
- Центр досліджень інтелектуальної власності та трансферу технологій НАН України
- Державна установа «Науковий центр з медико-біотехнічних проблем НАН України»
- Центр практичної інформатики НАН України
- Центр наукових досліджень і викладання іноземних мов НАН України
- Державна наукова установа «Київський академічний університет»
- Науково-учбовий центр прикладної інформатики НАН України
- Головна редколегія науково-документальної серії книг «Реабілітовані історією»
- Національний центр «Мала академія наук України»
- Державна організація «Відділення цільової підготовки Київського національного університету імені Тараса Шевченка при НАН України»
- Державна установа «Інститут досліджень науково-технічного потенціалу та історії науки імені Г. М. Доброва НАН України»
- Державна установа «Науковий центр гірничої геології, геоекології та розвитку інфраструктури НАН України»
- Державна наукова установа «Центр інноваційних медичних технологій НАН України»

## Колишні установи НАН України
Тут зібрані установи НАН України, ліквідовані після 1992 року. Низку установ було ліквідовано в рамках ВУАН та АН УРСР протягом радянського періоду її історії.
- Інститут світової економіки і міжнародних відносин НАН України до 2013 року
- Центр з інформаційних проблем територій НАН України — приєднано до Інституту прикладних проблем механіки і математики імені Я. С. Підстригача НАН України
- Міжнародний центр молекулярної фізіології НАН України (1991—2016)